# París-Tours 1984
La París-Tours 1984 (también llamada Gran premio de Otoño) fue la 78.ª edición de la clásica París-Tours. Se disputó el 7 de octubre de 1984 y el vencedor final fue el irlandés Sean Kelly del equipo Skil-Mavic.

## Clasificación general
|    | Ciclista                | Equipo                 | Tiempo     |
| -- | ----------------------- | ---------------------- | ---------- |
| 1  | Sean Kelly              | Skil-Reydel-Sem-Mavic  | 6h 00' 46" |
| 2  | Steven Rooks            | Panasonic              | m.t.       |
| 3  | Pierino Gavazzi         | Atala-Campagnolo       | m. t.      |
| 4  | Bruno Wojtinek          | Renault-Elf            | m.t.       |
| 5  | Phil Anderson           | Panasonic              | m.t.       |
| 6  | Gilbert Duclos-Lassalle | Peugeot-Shell-Michelin | m.t.       |
| 7  | Etienne De Wilde        | La Redoute             | m. t.      |
| 8  | Eric Caritoux           | Skil-Reydel-Sem-Mavic  | m.t.       |
| 9  | Jean-Luc Vandenbroucke  | La Redoute             | m.t.       |
| 10 | Dag Erik Pedersen       | Murella-Rossin-Tesint  | m.t.       |